# 国鉄713系電車
713系電車（713けいでんしゃ）は、日本国有鉄道（国鉄）が設計・製造した交流近郊形電車である。1983年（昭和58年）に製造され、国鉄分割民営化時には全車九州旅客鉄道（JR九州）に承継された。

## 概要
交流電化区間のローカル輸送小単位化・合理化を目的に制作された交流専用のローカル電車であるが、後述の理由から「試作車」との位置づけになり、2両編成4本の計8両のみの製造にとどまった。
一方で採用された技術、特に交流回生ブレーキは新幹線・在来線含めて国鉄の電車としては初の採用であり、JR移行後にJR九州で登場した交流専用特急電車783系での回生ブレーキ採用に活かされた。

## 登場の経緯

### 交流専用電車における回生ブレーキの開発
直流電車や交直流電車における抵抗制御では、制御に用いる主抵抗器をそのまま発電ブレーキのエネルギー消費に用いることができるが、サイリスタ位相制御を用いている交流電化区間専用車両では、主抵抗器が搭載されていないため、発電ブレーキを行うには専用に抵抗器を搭載する必要があった。これは保守部分の増加や車両構成の複雑化につながるため、主電動機で発電した電気を抵抗器で消費せず回生する回生ブレーキが要求された。回生ブレーキは、エネルギー回生による省エネルギーが期待できる点も大きなメリットである。
交流電気車における回生ブレーキは1967年（昭和42年）に試作された奥羽本線板谷峠区間向けの電気機関車、ED94形（→ED78形）において、急勾配区間の抑速ブレーキ用として用いられたのが嚆矢であり、翌1968年（昭和43年）にEF71形とともに営業投入された。
一方で交流回生ブレーキを交流電車にも用いる場合、抑速ブレーキのみならず停止ブレーキにおいても回生を行うことが要求された。しかし、停止ブレーキにおける回生ブレーキは、最大出力が抑速用に比して約2 - 3倍大きくなることや、高速から停止まで安定的に定電流制御を行う必要があったため、また、誘導障害悪化などの諸問題から、既存の国鉄営業用交流専用電車（711系・781系）では回生ブレーキの搭載は見送られていた。
1975年（昭和50年）度には、国鉄および外部の有識者による「電鉄パワーエレクトロニクス委員会・交流回生部会」が設立され、3年間にわたり研究と討議が行われた。
その後はしばらく動きがなかったが、1981年（昭和56年）に入ると、国鉄は711系電車（モハ711-59）に回生機器を仮設して、9月14日・16日・18日の3日間にわたり、北海道の室蘭本線・千歳線札幌駅 - 萩野駅間（実際の試験は千歳空港駅〔現：南千歳駅〕 - 白老駅間）で回生ブレーキの現車走行試験を実施し、抑速のみならず停止まで使用可能な交流回生ブレーキの実現に目処をつけた。

### 国鉄交流電化線区における交流専用電車の要求
交流回生ブレーキの研究が進む裏で、国鉄の交流電化された線区、特に北海道地区以外（東北地区・北陸地区・九州地区）では次のような課題が生じていた。
国鉄の電化区間は歴史的な経緯から直流電化区間と交流電化区間が混在しているため、交流区間においても、北海道地区を除けば近郊型も含めてすべて直流区間への乗り入れを考慮して交直流電車が投入されていた。これは、電車化が直流区間に直通する都市間特急・急行を中心に行われ、ローカル列車では直流区間に直通する列車が多い常磐線や北九州地区（鹿児島本線・日豊本線）の電車化が中心であったことが主な要因であった。1978年（昭和53年）には交流電化の地方都市圏向け電車として417系電車が仙台地区に5編成15両投入されたが、国鉄債務問題の表面化もあって、それ以上の投入拡大には至らなかった。
その他の多くの地区のローカル列車は、交直流急行型電車が間合い運用で投入されたほかは、既存の客車列車を交流電気機関車（あるいは交直流電気機関車）牽引に変更したものや気動車列車が存置されていた。客車列車や気動車列車は非電化区間に直通しやすいなどのメリットがあったことや、既存の人員（客車列車における入替要員など）の配置転換の問題から存置されていたが、結果的に運用効率の低下につながっていた。
また九州地区や東北地区では交流電化区間が拡大するにつれて、必ずしも交直両用電車を投入する必要性は薄れ、ローカル列車向けに交流専用電車の要望が高まっていた。例えば、前述の417系は結果的に交流区間封じ込めの運用に就くことになり、九州地区では1980年代に入る頃になると、直流電化の本州島内に直通しない交流区間完結の運用が増加していた。

### 当初の新製計画・量産の頓挫
こうした経緯を受けて、交流電化区間のローカル輸送合理化には、交流専用の電車による列車単位の縮小・電動車比率の削減が必要であると考えられ、前述の711系回生試験と前後して、九州地区内で電化区間ローカル列車を電車に置き換える計画が浮上した。
この電車は九州地区の輸送需要への適正化、および本州乗り入れを行わない方針から、電動車を711系同様の1M方式として1M1Tあるいは1M2Tを基本編成とした新形式の交流専用電車とすることが考えられた。また、九州地区は15-25‰の連続勾配を有する地区であるため、抑速ブレーキの搭載が必要であったが、設計時に回生ブレーキと発電ブレーキの両方を検討した結果、発電ブレーキでは大容量のブレーキ抵抗器を搭載する必要があり、1M車として艤装が成立しないことから、回生ブレーキの採用が決定した。
こうして、1982年（昭和57年）には回生ブレーキ搭載の交流専用近郊型電車713系が開発され設計を完了、同年9月頃の計画では本系列80両（一説には約100両とも）の新製が計画されていた。
国鉄九州総局では、この新製導入によって1984年（昭和59年）に九州島内の電化区間を走行していた客車列車・気動車列車を置き換えて、高速化、フリークエントサービス実現、アコモデーション改善、省エネルギー化などの経営改善を行ったうえで、200名規模の要員合理化、約160両の車両捻出を行う考えであった。
しかし、新製を予定していた「昭和57年度第二次債務車両計画」は局長会議の席上で、直前の1982年（昭和57年）11月15日改正で余剰となった581・583系電車を引き合いに「なんで新製する必要があるのか」「他に余剰電車はないのか」といった異論が噴出し、車両局側が寝台電車を普通列車に転用するのは不適当である旨の反論を行うも、「使用できないと誰が判断したのか」「同じ電車であり、改造して使用すれば良い」などの指摘がなされ、「（引用注：九州地区は）本来巨額の投資を行わないで合理化を行う地区」「赤字の九州に100億円の投資をすることは好ましくない」という理由によって承認されず、差し戻しとなってしまった。
なお、713系量産断念の善後策として考案されたのが、前述の581・583系の余剰車両を近郊形に改造した715系0番台（12編成48両）である。

### 試作車への目的変更
このため713系は量産を断念し、「将来の交流区間用の試作編成」の名目で再提案され、「昭和57年度第二次債務車両計画」にて承認、4編成8両のみの試作車（900番台）として1983年（昭和58年）に東急車輛製造と日立製作所にて新製され、南福岡電車区（現・南福岡車両区）に配置された。
713系は715系0番台とともに1984年（昭和59年）2月1日ダイヤ改正で投入されることとなり、九州総局内のうち、取り急ぎ門司鉄道管理局内でローカル列車の全面電車化が完了していなかった長崎本線・佐世保線の電車化を行った。
その後の九州島内の普通列車電車化は、余剰急行形電車の機器と713系ベースの車体を組み合わせた717系200番台（分割民営化後の改造車も含めて7編成14両）および急行形電車の近郊形化改造により必要両数を投入したため、本系列の製造はなかった。

## 車両概説
以下、登場時の内容を記載する。
設計にあたっては地方中核市でのローカル輸送・勾配区間への対応が主眼に置かれた。基本方針は以下のとおり。
1. 1M方式の採用
2. 25‰勾配のある線区でも1M2T構成が可能な性能
  - 設計上の基本編成は1M2Tの3両編成を基本とし、25‰勾配線区を415系電車（2M2T）と大差ない運転時分で走行可能な性能を有している[13][4][19]。ただし、実車は投入先の長崎本線・佐世保線の実態を踏まえて、Mc-T'cの2両編成を組む1M1Tの形態で落成した[13][4][19]。
3. 少ない電動車比率で高い運行信頼性を発揮できるシステム・構造
4. 25‰勾配のある線区への対応を考慮した勾配抑速ブレーキ、交流回生ブレーキの採用、M車停止ブレーキへの回生ブレーキ使用
5. ローカル輸送にも地方中核都市圏輸送にも使用できる車体構造・設備
6. 冷房の搭載によるサービス向上
7. 極力新製価格の低減に努める
8. 新設計機器の一層の保守省略化

## 車体

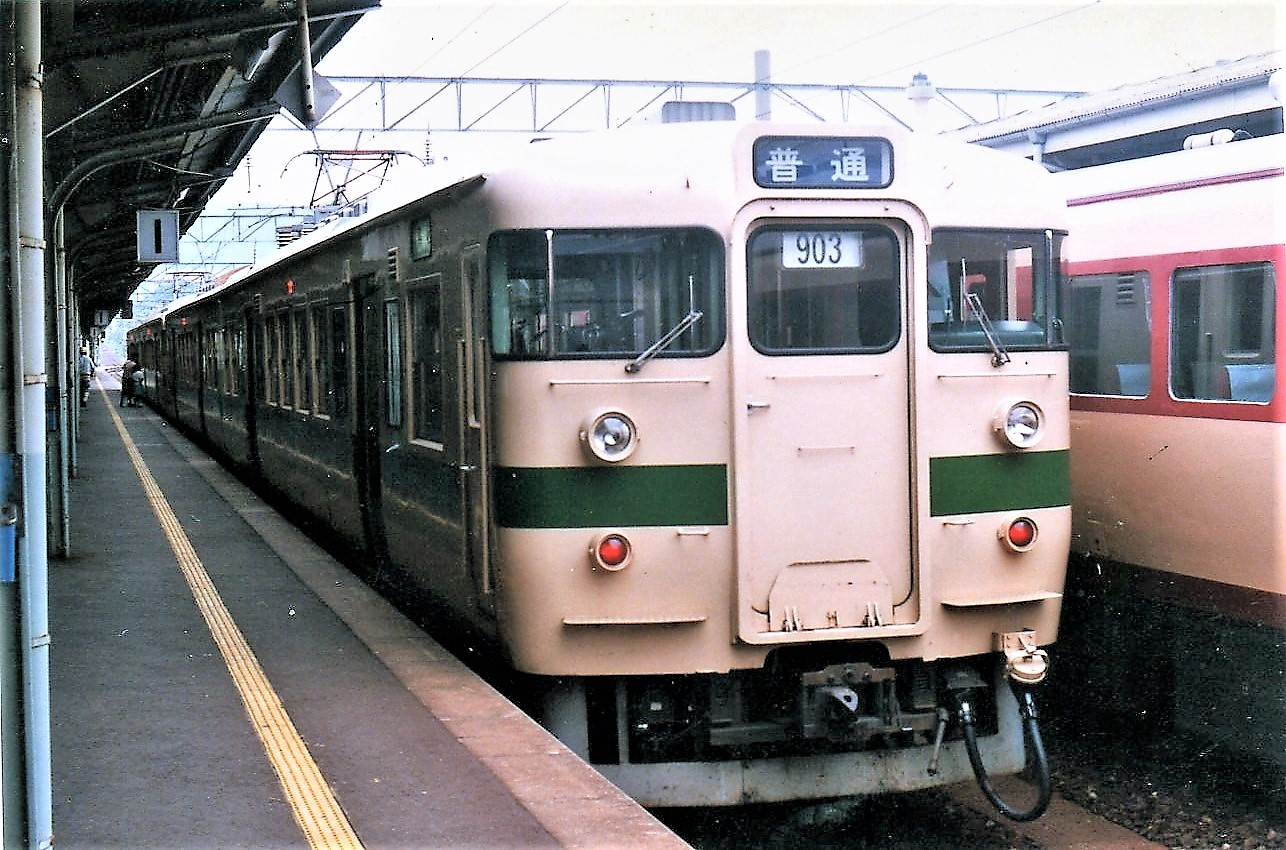
登場時のクリーム色1号塗装に緑色14号の帯を貼った姿
（1984年8月25日 佐世保駅）

### 車体構造
新製コストの低減のため、113系以来の前面形状・断面を基本とした普通鋼製車体が採用された。ただし、同時期の国鉄新形式同様、腐食しやすい外板腰板部を耐候性高張力鋼板として、台枠と腰板部を突き合わせ連続溶接とする腐食対策が行われている。腐食対策としてはこの他、雨樋のステンレス化、側面出入り口部外板の連続溶接、側引戸・妻引戸戸袋内下レール廃止・戸袋内部ポリウレタン系塗料塗布、ユニット窓外枠のシーリング強化、が行われている。
側面の見付は南九州地区の低床ホームに対応するため、同じく地方向けとして開発された417系を踏襲し、片側両開き扉（開口幅1,300 mm、半自動機能なし）を2個所（ステップ付き）配置する。

### 外観意匠
外板塗装はクリーム色1号であり、緑色14号の塩化ビニール製のカラーフィルムを配した。塗り分け位置は115系3000番台と同一である。

## 主要機器
本系列は1M方式であり、大半の機器、特に走行に用いる機器は粘着性能確保も考慮してMc車に搭載されているが、空気圧縮機や蓄電池などの走行に直接関係しない補機類は点検スペース確保の都合からT'c車に搭載されている。

### 動力・電源関係

#### 主回路機器
主変圧器は交直流電車標準のTM20をベースに、交流回生対応に伴う省スペース化・軽量化のため周波数60 Hzのみ対応とし、風冷化したTM22を搭載する。ただし、一部交流機器を変更することで電源周波数50 Hzにも対応できるようになっている。
制御方式はサイリスタ位相制御である。711系とは異なり、力行時・ブレーキ時とも他励界磁としている。この方式は粘着性能確保に有利であり、加えて主回路切替器、力行弱界磁制御機器の省略が図られた。
パンタグラフ（PS101D）、真空遮断器（CB106D）などの屋上機器は、ED76形電気機関車（九州向け）で実績があるものである。なお、真空遮断器の採用は従来の空気遮断器から保守の簡易化を図っての採用である。

#### 台車
台車は特に新設計を行わず、国鉄近郊型電車で実績のあるコイルばね台車のDT21/TR62系を採用した。ただし動台車は床下配置の余裕を持たせる都合から、DT21C形をベースとした片押し踏面ブレーキで、後述の新型主電動機を装荷する新形式DT21D形となっている。付随台車は通常のTR62形であり、ディスクブレーキである。

#### 主電動機
主電動機は711系ではMT54形（711系では1時間定格出力150 kW）を採用していたが、本系列は1M2Tを実現するために歯車比を6.07と大きく取った都合上、MT54形では設計最高速度の100km/hが出せず、高速性能・引張力が不足する。このため、本系列はMT54に比して定格トルクがやや大きく、高速性能も改善された新設計のMT61形（1時間定格出力150 kW）が搭載された。713系ではMT61を分巻整流子電動機として使用しているが、後に通常の直巻整流子電動機として205系や211系にも採用された。

#### 制動装置の制御
201系電車・203系電車と同様のSELR回生ブレーキ併用電磁直通空気ブレーキ（応荷重装置付）であり、別途バックアップとして自動空気ブレーキ・直通予備ブレーキも持つ。
回生ブレーキは抑速・停止に用いられる。抑速制御は1M2T時でも25‰下り勾配、制限65 km/h（R=300 m の曲線が連続し速度が出せないような環境）の環境下であれば回生ブレーキのみで勾配を下ることが可能である。停止ブレーキも大部分は回生ブレーキのみで負担可能であり、高速域で不足する制動力は、回生ブレーキが指令値より小さい場合、それに応じた空気ブレーキ力を付加する電空演算方式によって補填する。なお、回生ブレーキは初速30 km/h 未満の場合は性能が不足するため、空気ブレーキのみが作動する。

### その他機器・装備
冷房装置は本系列用に開発されたAU710形集中式冷房装置（44.19 kW ≒ 38,000 kcal/h）を搭載する。この冷房装置は外観は201系用AU75Gと同一であるが、電源を主変圧器の3次巻線から直接供給される単相交流400V,60Hzを使用する方式としている。
扇風機は取り付けられていない。
制御回路用引き通しはKE96形ジャンパ連結器を搭載する。

## 内装

### 車内・インテリア
セミクロスシートであり、戸袋窓部分と車端部がロングシート、その他がクロスシートである。室内配色は同時期の201系などの新系列と同様の暖色系で、天井はクリームホワイト、化粧板がツムギアイボリー、モケットはロームブラウン、床はブラウンとしている。
本形式は旅客サービスの向上を狙って当初より冷房車として落成した。近郊型では117系に続く平天井が採用され、吹出口は201系のようなラインフロー方式ではなく、117系などと同様の分散式である。扇風機の設置はない。
また、従来の415系ではドア開閉装置がドア上部鴨居部の膨らみに設置されていたが、本系列ではロングシート腰掛下に移したため、鴨居部の出っ張りがなくなっている。
便所はT'c車の3位側に設置され、黄害対策として汚物処理装置が当初より設置された。
このほか、戸袋窓部は201系と同様に窓ガラスが熱線吸収ガラスとなったため、カーテンが省略された。

## 形式
前述したように、1M2Tを基本に計画されていたが、実際に落成した編成は1M1Tであったため、車種としては制御電動車クモハ713形（Mc）と制御付随車クハ712形（T'c）が用意された。博多駅在姿で門司港方がMc車、西鹿児島方がT'c車であり、T'c車は方向転換を考慮しない設計としている。1M2T時はT車を挿入する計画であった。

### 編成・車歴表
| 編成番号    | 車両番号         | 車両番号        | 製造       | 落成日     | 鹿児島転属 | リニューアル工事 | ワンマン化 | 更新工事 （0番台化） |
| 編成番号    | クモハ713 （Mc） | クハ712 （T'c） | 製造       | 落成日     | 鹿児島転属 | リニューアル工事 | ワンマン化 | 更新工事 （0番台化） |
| ----------- | ---------------- | --------------- | ---------- | ---------- | ---------- | ---------------- | ---------- | -------------------- |
| LK901（→1） | 901（→1）        | 901（→1）       | 東急車輛   | 1983.07.27 | 1996.03.16 | 1996.08.29       | 2003.06.09 | 2010.09.30           |
| LK902（→2） | 902（→2）        | 902（→2）       | 東急車輛   | 1983.07.27 | 1996.03.16 | 1996.07.10       | 2003.09.04 | 2010.03.31           |
| LK903（→3） | 903（→3）        | 903（→3）       | 日立製作所 | 1983.07.29 | 1996.03.16 | 1996.06.11       | 2003.11.06 | 2009.03.28           |
| LK904（→4） | 904（→4）        | 904（→4）       | 日立製作所 | 1983.07.29 | 1996.03.16 | 1996.05.18       | 2003.07.10 | 2008.12.28           |

## 改造

### 塗装の変更
1986年（昭和61年）から1987年（昭和62年）にかけて白地に青帯の「九州色」に変更された。

### 宮崎地区転用
1996年（平成8年）3月16日ダイヤ改正では715系電車置換え名目での813系電車の投入が行われ、少数派であった713系も鹿児島・宮崎地区を管轄する鹿児島運転所（現・鹿児島車両センター）に転属した。
この年、宮崎地区では7月18日に宮崎空港に直結する宮崎空港線が開業することとなっていたが、713系は宮崎駅・南宮崎駅と宮崎空港駅を結ぶシャトル列車に転用が決まり、開業までに大幅なリニューアル工事が実施された。このとき「サンシャイン」の愛称名が付与された。主な改造内容は次の通り。
- 扉間のボックスシートを撤去し、485系廃車発生品の回転リクライニングシートに交換
- ロングシート部の背ずりを200 mm高くし、ヘッドレストを設置
- 荷棚の改良（網棚をパイプ棚に変更）
- 吊り手の新設（新製当初はクロスシート部に吊り手がなかった）
- 大型荷物置き場、カウンター付きゴミ箱、仕切りパネル設置
- 各車1箇所づつ車椅子スペースを新設。
- 便所の改装（和式のまま）
- 床材・化粧板の張替え（運転室内も含む）
- 屋上通風器の撤去
- 塗装を赤一色に変更（扉周りに青と緑を配する）。前面・側面に「SUNSHINE」「SUNSHINE MIYAZAKI」のロゴと太陽のイラストを貼り付け。

改造は、Lk-901編成を除く3編成が開業前の5月から7月にかけて落成し、残るLk-901編成も開業翌月の8月に改造落成している。

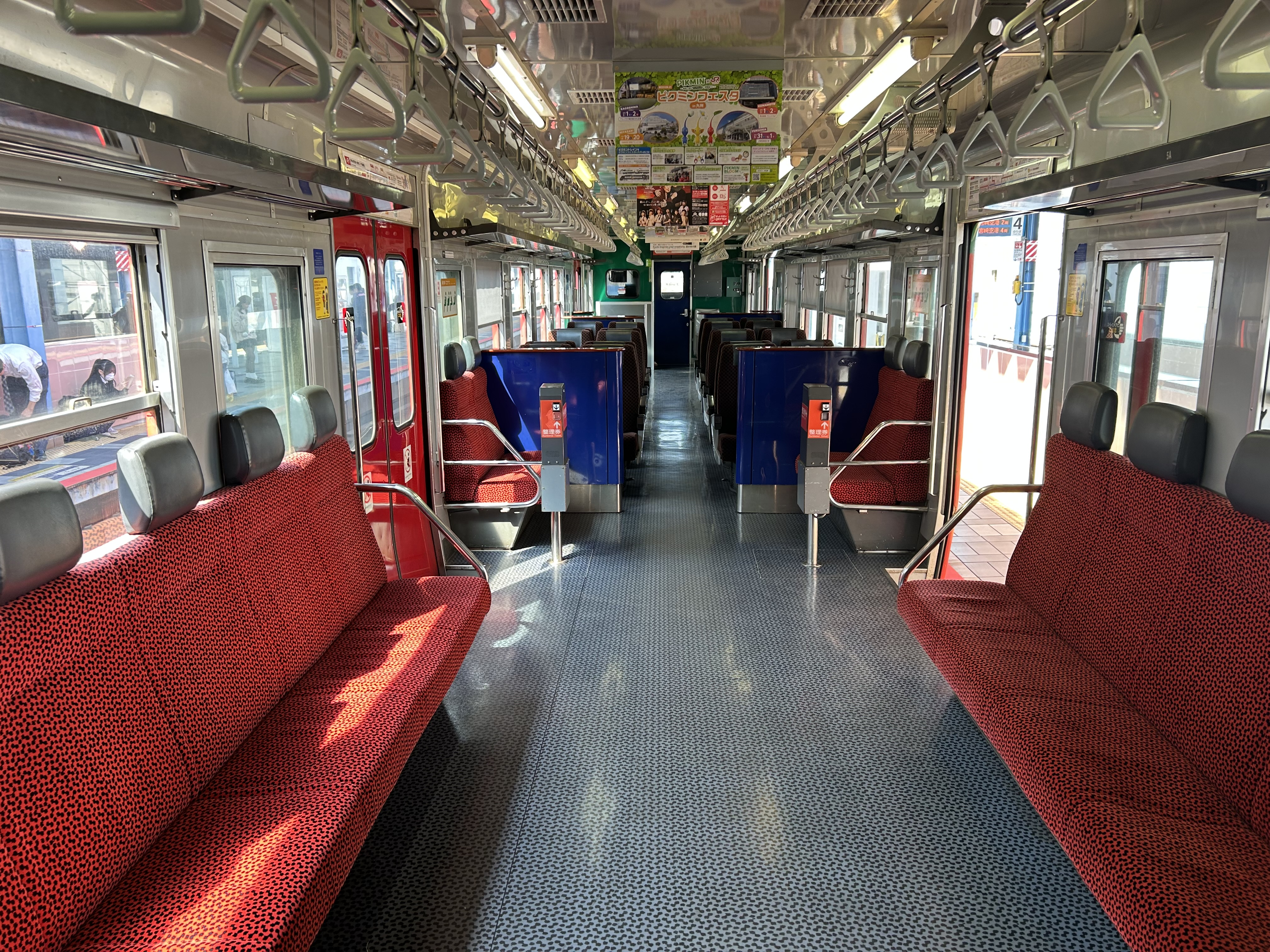
改造後の車内(Lk-2編成)

### 他形式との救援時併結対応
故障時を考慮し他形式とのブレーキシステム読換装置が搭載され、1997年に475系との連結テストを実施した。

### ワンマン改造
2003年（平成15年）度には車内収受式ワンマン運転に対応する改造が全編成に施工された。
この改造では、客室の改造（運転席後部の座席の撤去、大型荷物置き場の撤去など）、戸締回路の改良、EB装置取り付けも実施されている。

### 更新工事（0番台化）
2008年にLK904編成の主制御機器の換装を伴う改造が鹿児島総合車両所で施工され、改造後は0番台に改番され、編成番号もLK4に変更された。2009年にはLk903編成に、2010年には残る2編成にも施工され900番台は消滅した。その後2014年までに全編成がシングルアーム式に交換、ATSがATS-DKに更新された。

## 運用の変遷
営業投入された1984年（昭和59年）2月1日ダイヤ改正では前述のように715系とともに長崎本線・佐世保線の電車化のために導入されたが、投入数が少数にとどまったため、鳥栖駅 - 肥前山口駅（現：江北駅）- 佐世保駅間の列車のうち3往復（区間列車含む）で運用され、肥前山口駅 - 長崎駅間では715系のみが運用された。また、南福岡電車区入出区の関係で1往復は鹿児島本線博多駅 - 鳥栖駅間に乗り入れた。もっぱら2編成を併結した4両で運転されたが、運用途中で分割して2両での運転も行われていた。
813系の増備により1996年（平成8年）3月16日のダイヤ改正で全車が鹿児島運転所（現・鹿児島車両センター）に転属した。編成番号はLK901 - 904となった。
同年7月18日に宮崎空港に直結する宮崎空港線が開業し、シャトル列車向けに転用されると、宮崎県内の日豊本線・日南線・宮崎空港線を中心とした運用となり、宮崎・南宮崎駅 - 宮崎空港駅間を中心に一部列車は県北部の高鍋駅や延岡駅などへの運用も設定された。また、この時点では入出区の関係で西鹿児島駅（現：鹿児島中央駅）への運用も設定された。
2004年（平成16年）3月のダイヤ改正では、南宮崎駅構内にある宮崎車両センターでの滞留となった。このため鹿児島県内への定期乗り入れが消滅し、その後も宮崎県南部の都城駅までの運用が設定されていたが、2022年9月23日のダイヤ改正で消滅している。
2022年（令和4年）10月現在、日豊本線・日南線・宮崎空港線（延岡駅 - 宮崎空港駅間）で運用される。一方で、同年9月23日のダイヤ改正により、Lk1、Lk3編成が運用離脱。鹿児島車両センターへ回送され、疎開状態にある。